# 宮崎あいか
宮崎 あいか（みやざき あいか、1985年10月3日 - ）は、日本のAV女優。身長：160cm、スリーサイズ：B81（Cカップ）・W58・H83。

## 略歴
東京都出身。2004年12月、グラビアアイドルとしてデビュー。2005年4月、『新人×ギリモザ 現役グラビアアイドルのセックス』でAVデビューした。

## 出演作品

### イメージビデオ
- 恥ずかしがる着エロ（2004年12月22日、ジーオーティー）

### アダルトビデオ
撮りおろし作品
2005年
- 新人×ギリモザ 現役グラビアアイドルのセックス（4月11日、エスワン）[1]
- ギリモザ 6つのコスチュームでパコパコ!（5月7日、エスワン）[1]
- ギリギリモザイク 学校でセックスしよっ♥（6月7日、エスワン）[1]
- ギリギリモザイク グラビアアイドルのはげましとセックス（7月7日、エスワン）[1]
- ギリギリモザイク セックス好きのグラビアアイドル（8月19日、エスワン）[1]
- ギリギリモザイク 妹はグラビアアイドル（9月19日、エスワン）[1]
- ギリギリモザイク あなたのぜ〜んぶペロペロさせて♥（10月19日、エスワン）[1]
- ギリギリモザイク 頑張って♥2人で励ましてあげる＼(＞_＜)／（11月19日、エスワン）[1]
- ギリギリモザイク お好きなシチュエーションでパコパコ!（12月7日、エスワン）[1]

2006年
- 痴女ママ 〜ちんちんドランカー〜（1月13日、MOODYZ）[2]
- ドリームウーマンVol.59（2月13日、MOODYZ）[2]
- 使い捨てM奴隷31（3月13日、MOODYZ）[2]
- ご奉仕風俗アイドル（5月1日、MOODYZ）[2]
- 夢の二股生活（7月13日、MOODYZ）共演:米倉夏弥）[2]
- 羞恥まんぐりファック（8月13日、MOODYZ）[2]
- MOODYZ BEST HIT 12時間 \2,980 完全撮り下ろし6タイトル（9月13日、MOODYZ）

2007年
- ひとひらの旅シリーズ 宮崎あいかのリアルセックスドキュメント（4月7日、桃太郎映像出版）
- ローション3P電マ拘束イキまくり!!（5月7日、桃太郎映像出版）
- 子供がえっちじゃだめ?（6月1日、エッジ）
- 完全撮り下ろし ハメ撮リミックス（6月7日、桃太郎映像出版）
- 女子校生強制中出し 13（7月13日、隼エージェンシー）
- 女子校生レイプ中出し 2（8月19日、BRAVO）
- 美脚中出し5（9月8日、隼エージェンシー）
- 痴女キャバクラ 2（9月15日、トップワン）
- 制服美少女白書 2（9月21日、プレステージ）
- 僕、専用。S カスタムメイド010（10月5日、ゴーゴーズ）
- ハーレムブルセラ女学院（10月15日、トップワン）
- ハメ★チェキ! 〜スクール水着〜（10月21日、h.m.p）
- 絶品 美少女主義（10月22日、グリッターフィルムズ）
- 美少女陵辱遊戯 2（10月25日、ブリット）
- Fairy Doll ドレス・フォーマル（11月9日、明和プランニング）
- エキサイト エアーセックス（12月1日、NIRVANA）他多数出演 ※AVグランプリ2008 マニアステージ エントリー作品
- 連続50連発!たっぷり真性生中出しスペシャル!（12月17日、メディアステーション）
- コスプレ無双（12月28日、TMA）

2008年
- 女子校生中出し4時間（1月19日 BRAVO）
- ヒロイン討伐 Vol.34（2月8日、GIGA）
- ヒロイン残酷物語 Vol.03（2月8日、GIGA）
- 女子校生レイプ VIII（2月9日、隼エージェンシー）
- SUPERヒロイン危機一髪!! Vol.23 響音戦記ソニックマン（3月14日、GIGA）
- 帰ってきたスーパーヒロイン15（セーラーエンジェル編）（3月28日、GIGA）
- ヒロイン触手凌辱 Vol.02（4月25日、GIGA）
- 中出し強要ギャル痴女NEO 4時間 2（5月16日 おかず。（ケイ・エム・プロデュース））
- 痴女進化論（5月19日、ドグマ）
- ヒロイン洗脳Vol.04（5月23日、GIGA）共演:倖田李梨
- 元祖スーパーヒロイン Vol.02（6月27日、GIGA）
- スーパーヒロインドミネーション15 ジャスティー・リリー（8月8日、GIGA）
- 西新宿OL昼休みのバイト（8月16日、クリスタル映像）
- ヒロイン ドミネーション　ピンクスパーク（9月8日、GIGA）
- コードエロス 淫虐のコスプレイヤー（10月10日、TMA）
- 忍者（11月7日、GIGA）
- ヒロイン残酷物語 11（11月14日、GIGA）
- 新・禁断の果実 誘われて（11月21日、レジェンド・ピクチャーズ）
- 三姉妹vs女剣士　くノ一凌辱秘奥義外伝（11月22日、笠倉出版）

2009年
- 宇宙刑事マリィ 連鎖の罠！敗北オーバードライブ（1月7日、アタッカーズ）[3]
- 巫女コス（1月23日、宇宙企画）
- 名門女子校生 剣道部 あいか（3月27日、宇宙企画）
- 特殊犯罪捜査官ユウカ 洗脳凌辱の罠 敗北トルネード（6月7日、アタッカーズ）[3]
- 潜入捜査官、堕ちるまで…（7月7日、アタッカーズ）[3]
- 宇宙刑事マリィ×特殊犯罪捜査官ユウカ 完全ノーカット版（11月7日、アタッカーズ）

総集編
- S1ガールズコレクション ウブなセックスたっぷり見せちゃうぞ♥（2005年12月19日、エスワン）
- S1ガールズコレクション S1女学院 み〜んなでパコパコ学園祭!（2006年1月19日、エスワン）
- S1ガールズコレクション S級女優4時間 夢の大共演スペシャル（2006年5月19日、エスワン）
- ザーメンマニアックス〜ぶっかけ 333発スペシャル〜（2006年6月13日、MOODYZ）
- イカセ電気アンマ 4時間（2006年8月1日、MOODYZ）
- お掃除フェラ 3時間（2006年8月1日、MOODYZ）
- ナース4時間（2006年12月1日、MOODYZ）
- 風俗プレイ 4時間（2007年1月1日、MOODYZ）
- 手コキ4時間（2007年6月1日、MOODYZ）
- イラマチオ4時間（2007年7月1日、MOODYZ）
- M奴隷4時間（2007年8月1日、MOODYZ）
- 凌辱ザーメン4時間（2007年8月13日、MOODYZ）
- ハイモザ 手コキ4時間（2007年10月1日、MOODYZ）
- 電マ4時間（2007年11月13日、MOODYZ）

### オリジナルビデオ
- ゆかたびら 〜人妻浴衣日記〜（2007年12月5日、リップスウィート）
- 働きウーマン（2008年4月2日、リップスウィート）

### テレビ
- 桃のふくらみ（MONDO TV）

## テレビ
- エロパラNight （GyaOジョッキー2007年12月4日放送分）
- 美女と湯けむり （旅チャンネル）[4]